# 洛桑丹傑格西

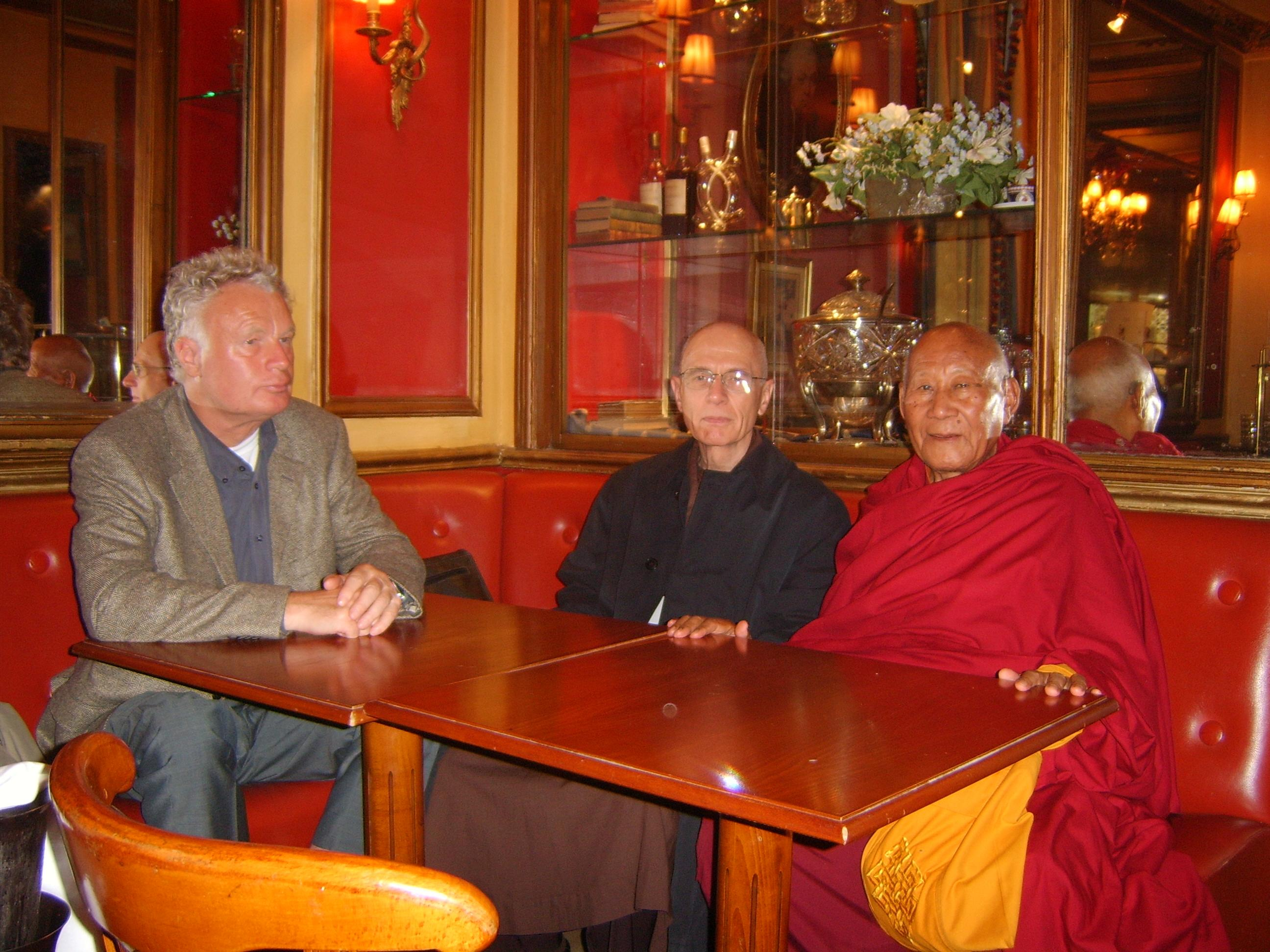
洛桑丹傑格西（右）與德國釋微妙法師（中）在巴黎合影

洛桑丹傑 བློ་བཟང་བསྟན་རྒྱས་ Lobsang Tengye 格西 (1927年12月31日生於西藏拉孜 - 2019年10月25日卒於法國圖盧茲)，西藏格魯派高僧，出生於拉孜，六歲出家，於西藏色拉寺取得格西頭銜。在法國弘法四十餘年，曾駐錫巴黎東南茹安维尔勒蓬靈山寺，最後近四十年在法國西南塔恩省圖盧茲市附近的金剛瑜伽女學院弘揚藏傳佛教。

## 著作
《睿智的黄鹿，附烏龟与大雁》1991，統一書號 ISBN 2-911582-56-X
《生命之輪》1993，統一書號 ISBN 2-911582-33-0
《在大乘海洋上》1993，統一書號 ISBN 2-9500-961-4-X
《宗喀巴喇嘛的瑜伽師》1994，統一書號 ISBN 2-9500961-7-4
《土地与道路》1997，統一書號 ISBN 2-911582-05-5
《鋒利刀片之輪》1998，統一書號 ISBN 2-911582-04-7
《四場弘法專輯：1 如何去除四結縛；2 輪迴；3 轉識四頌；4 透見》1999，統一書號 ISBN 2911582314
《尼翁奈（བསྙུང་གནས། 禁食齋）實踐的解說》2009，統一書號 ISBN 2-911582-70-5

## 外部連結
https://web.archive.org/web/20131012043733/http://www.vajra-yogini.com/shopevy/index.php?main_page=index&cPath=106_19&sort=20a&page=2&zenid=g5b5o39pmgmpl35skih1b7jpu0